# Orchesella carneiceps
Orchesella carneiceps är en urinsektsart som beskrevs av Alpheus Spring Packard 1863. Orchesella carneiceps ingår i släktet Orchesella och familjen brokhoppstjärtar. Inga underarter finns listade i Catalogue of Life.